# Groupon
Groupon – portal internetowy (serwis internetowy), w ramach którego zarejestrowani użytkownicy mogą dokonywać zakupów usług lokalnych, podróżniczych oraz produktów. Firma powstała w listopadzie 2008 w Chicago, założona przez Andrew Masona. Założyciele firmy zauważyli, że najskuteczniejszymi kampaniami ich wcześniejszych działań były te, które oferowały użytkownikom zniżki poprzez grupowanie ich zakupów. Rynek zakupów grupowych osiągnął w przeciągu kilku lat wymiar globalny. Obecnie firma odeszła od formatu zakupów grupowych na rzecz budowy platformy sprzedażowo-marketingowej. Spółka Groupon prowadzi aktualnie działalność w 16 krajach na całym świecie.
Działalność firmy opiera się na dostarczaniu użytkownikom ofert promocyjnych na usługi i produkty zlokalizowane w ich niedalekim otoczeniu. Korzystanie z oferty możliwe jest również za pomocą aplikacji mobilnej działającej na systemach iOS, Android oraz Windows.
Od 4 listopada 2011 spółka Groupon notowana jest na nowojorskiej giełdzie NASDAQ.
Na koniec III kwartału 2017 roku portal posiadał 49,1 mln aktywnych użytkowników, a aplikacja mobilna Groupon jest #1 spośród aplikacji sprzedażowych dostępnych na iOS i Android.